# Memorial a María Raggi
La obra Memorial a María Raggi es un monumento escultórico proyectado y realizado por el artista Gian Lorenzo Bernini en el 1647. Se encuentra unido a uno de los pilares de la nave de la basílica de Santa Maria sobre Minerva, en Roma.

## Historia
Maria Raggi (1552-1600) fue una monja de la isla de Quíos. Obligada a casarse a edad joven, quedó viuda cuando su marido fue capturado por las fuerzas turcas en 1570. Se hace religiosa el año siguiente y partió para Roma en 1584. donde residió el palacio de la familia De Marinos, en las proximidades de la basílica de Santa Maria sobre Minerva. Fue considerada una mujer extremadamente pía, transcurriendo la mayor parte de su vida rezando y, según ha trascendido, realizando milagros. Después de su muerte en el 1600, se valoró su canonización, pero el general desprecio de Papa Urbano VIII sobre las pruebas de tales sucesos hizo desvanecerse dicha opción.
La obra fue encargada por tres descendientes de María, es decir, Ottaviano, Tommaso y Lorenzo Raggi, cuyos nombres se encuentran registrados en la mitad inferior del monumento conmemorativo.